# John Musker
John Musker (Chicago, Illinois, 8 de Novembro de 1953) é um cineasta e animador americano que criou os filmes da Walt Disney Pictures juntamente com o seu parceiro Ron Clements. Após sua aposentadoria da Walt Disney Animation Studios, ele expressou seu desejo em se dedicar a projetos pessoais de animação.

## Filmografia
Eles fizeram com a parceria Musker/Clements:
- Rato Basílio, o Grande Mestre dos Detectives (The Great Mouse Detective) (1986)
- A Pequena Sereia (The Little Mermaid) (1989)
- Aladdin (Aladdin) (1992)
- Hércules (Hercules) (1997)
- O Planeta do Tesouro (Treasure Planet) (2002)
- A Princesa e o Sapo (The Princess and the Frog) (2009)

- Moana (Moana) (2016)